# Tâțârligu
Tâțârligu – wieś w Rumunii, w okręgu Buzău, w gminie Berca. W 2011 roku liczyła 6 mieszkańców. 